# Proskynesis

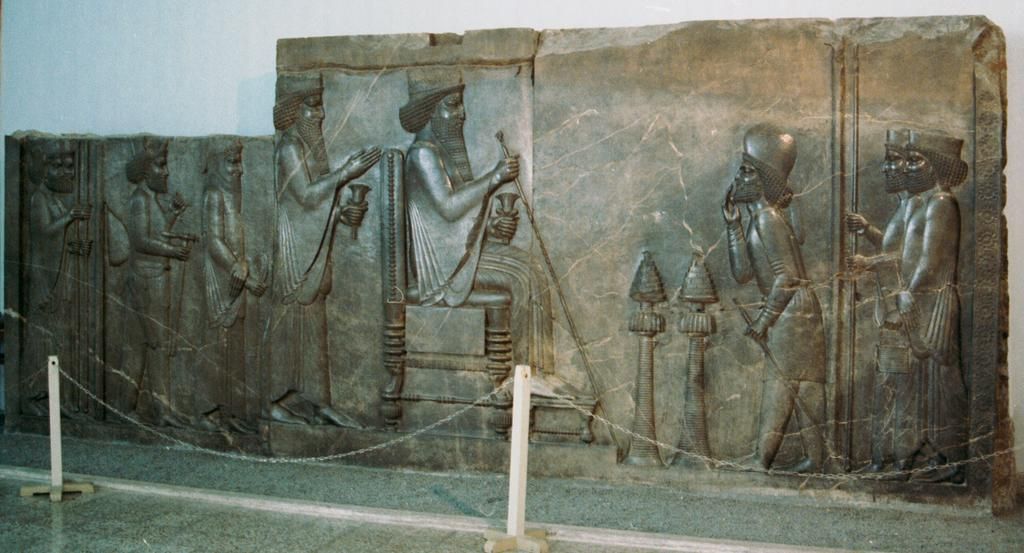
Un rey persa (tal vez Darío I o Jerjes I) en el trono (centro), junto a sus cortesanos y uno de ellos, a la derecha, le hace uno de los gestos tradicionales de la proskynesis, un poco inclinado y enviándole un beso con su mano. Relieve de la Apadana de Persépolis.

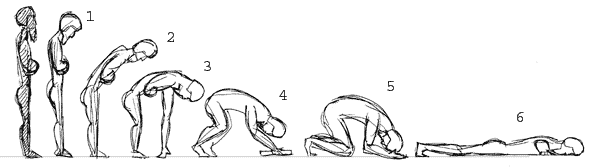
Diferentes grados de prosquinesis, desde una ligera inclinación de cabeza (1) hasta una completa postración (6).

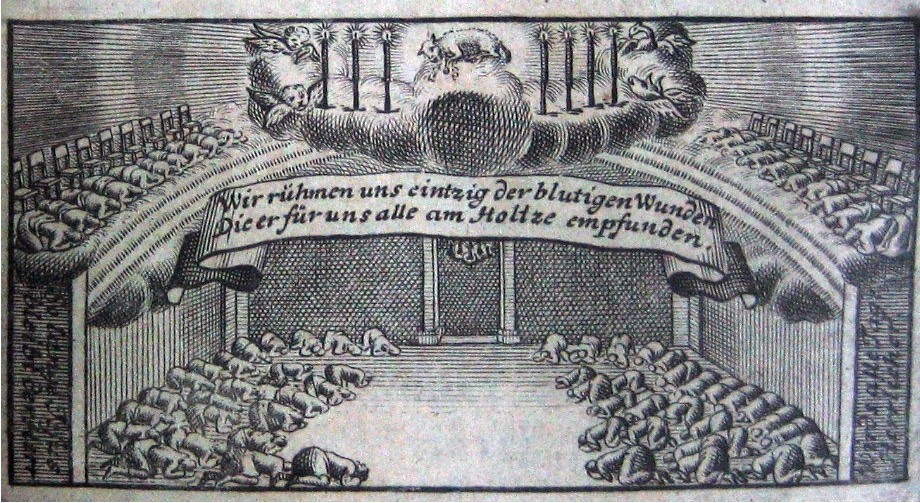
Prosquinesis como parte de una oración común en Moravia, 1735.

La proskynesis (castellanizado prosquinesis y, a veces, proscinesis; griego προσκύνησις, formada a partir de las palabras griegas πρός, pros ("hacia") y κυνέω, kyneo ("beso"), literalmente ‘besando hacia’) es el nombre griego del acto ritual de saludo y respeto a una divinidad o a una persona de rango superior.
Era un gesto tradicional en la antigua cultura persa, consistente en enviar un beso, inclinarse o postrarse ante una persona de rango superior. Según el historiador griego Heródoto, si dos persas del mismo rango se encontraban al pasar, se besaban en los labios a modo de saludo; si uno de los dos era de rango ligeramente inferior, besaba al otro en la mejilla; y si uno de los dos era de un rango muy inferior, se postraba frente al otro. De un modo ritualizado, algo similar sucedía en la corte persa. De acuerdo con su rango, los súbditos del rey debían postrarse, arrodillarse, arquearse o lanzar un beso hacia él.
Este gesto fue retomado en diferentes culturas y en diferentes momentos por los soberanos o, en un marco litúrgico, con el fin de 'sacralizar', o incluso 'deificar' al hombre objeto de la prosquinesis.
En el ceremonial bizantino era un gesto común de súplica o reverencia. El acto físico variaba desde la postración total, prosternación, genuflexión, reverencia o un simple saludo, y concretizaba las posiciones relativas de los ejecutantes ante la persona de rango determinado, dentro de un orden jerárquico (taxis).
En la Iglesia ortodoxa, la proskynesis es utilizada en teología para indicar la veneración a los iconos y las reliquias, para distinguirse de la latría, que es la adoración debida a Dios mismo y a nadie más.

## Grecia y debate sobre la proskynesis
Es un motivo recurrente en las fuentes clásicas imaginarse al Gran Rey, con cierta confusión, como un dios, al que los súbditos veneran mediante esta postración. El estratego ateniense Conón se negó, entre otros coetáneos, a este acto humillante y repugnante para un griego, según refiere Marco Juniano Justino:

Conón, después de haberse cansado de enviar carta al rey [persa] durante mucho tiempo, se dirigió a él en persona; se le impidió verlo y hablarle porque no quería adorarlo según la costumbre de los persas

Isócrates ilustra esa muestra de desprecio de los griegos ante la servilidad y veneración de los súbditos hacia su rey, al que adoraban como si fuera un dios (δαίμων), siendo que era un simple mortal, otorgándole un honor que los griegos reservaban para sus dioses.

## Alejandro Magno
Después de proclamarse sucesor de los reyes persas, Alejandro Magno intentó introducir la proskynesis en su propia corte (327 a. C.). Esto trajo malestar entre sus súbditos griegos, quienes sólo se postraban ante sus dioses y consideraban absurdo y bárbaro el acto de la proskynesis.

## Imperio romano
La proskynesis (latín: adoratio) estaba entre los ritos religiosos de los griegos y romanos.
Se suele pensar que el emperador Diocleciano (284-305) introdujo la práctica en el Imperio romano, rompiendo con las instituciones republicanas del Principado, que conservaban la forma, aunque no la intención, del gobierno republicano. Sin embargo, existe alguna evidencia de que alguna forma informal de proskynesis ya se practicaba en la corte de Septimio Severo. La razón política de este cambio fue elevar el papel del emperador de 'primer ciudadano' a ser un gobernante de otro mundo, alejado de sus súbditos, reduciendo así la probabilidad de una revuelta exitosa, que había afligido al Imperio durante los 50 años anteriores.
Ciertas formas de proskynesis, como las que implicaban besar el pecho, las manos o los pies del emperador, estaban reservadas a categorías específicas de funcionarios. Las audiencias concedidas a delegaciones nativas o extranjeras incluían múltiples formas de proskynesis en puntos marcados por discos de pórfido (onfalia) incrustados en el suelo. Hasta el siglo X, al menos, el ceremonial imperial evitaba la proskynesis los domingos por reverencia a la divinidad. Como forma de demostración de lealtad, tenía fuertes connotaciones políticas. Se repite en la iconografía imperial y su importancia en el ceremonial imperial a veces podía plantear delicados dilemas diplomáticos cuando se trataba de potentados extranjeros.
De manera similar, el emperador ya no era aclamado como 'Imp(erator)' en las monedas, con el significado de 'comandante en jefe', sino como 'D(ominus) N(oster)' - 'Nuestro Señor'. Con la conversión de Constantino I al cristianismo, la proskynesis se convirtió en parte de un elaborado ritual, por el cual, según el historiador John Julius Norwich, el emperador se convirtió en el virrey de Dios en la tierra. La inflación de títulos también afectó a otros cargos principales del Imperio. Justiniano I y su esposa Teodora insistieron en una forma extrema de proskynesis, incluso en miembros del Senado romano, y Procopio los atacó por ello en su Historia secreta.